# Grand Chess Tour
A Grand Chess Tour (GCT) egy sakkverseny-sorozat, amelyet 2015 óta évente rendeznek meg. Az egyes versenyeken elért helyezésekkel szerzett pontszámok alapján hirdetik ki a versenysorozat győztesét. A versenyeken meghívásos alapon tízen vesznek részt.
A 2015-ben rendezett első GCT három klasszikus időbeosztású versenyből állt: A Stavangerben rendezett Norway Chess, a Saint Louisban rendezett Sinquefield Cup és a Londonban rendezett London Chess Classic alkották. 2016-ban a norvég sakkszövetség kiszállt a sorozatból, helyét két rapid- és villámverseny vette át Párizsban és Leuvenben. A 2017-es sorozat öt versenyből állt, az előző évi tornák kiegészültek a Saint Louisban rendezett rapid- és villámversennyel.
A versenysorozatot első alkalommal, 2015-ben a világbajnok Magnus Carlsen nyerte.

## Története
A versenysorozat ötlete Garri Kaszparovtól származik. A kezdeményezéshez a 2013 óta kiemelkedő erősségű versenyeket rendező stavangeri Norway Chess és a Saint Louisban rendezett Sinquefield Cup, valamint a 2009 óta megrendezett London Chess Classic szervezői csatlakoztak, amelyet először 2015-ben rendeztek meg.
A versenysorozatra a világ legerősebb játékosait hívják meg. Első alkalommal, 2015-ben a világranglista akkori első tíz helyezettje került meghívásra, akik közül nyolcan elindultak a versenyen. A következő években az előző évi torna első három helyezettje, valamint a világranglista − rajtuk kívüli − legerősebb három−hat Élő-pontszámmal rendelkező versenyzője kapott meghívást, rajtuk kívül a klasszikus időbeosztású versenyeken egy, a rapid- és villámversenyeken négy versenyző vesz részt, akiket a rendező helyszínek szervezőbizottsága hív meg.

### A pontozás és a díjazás
Az egyes tornákat azonos díjalappal és játékfeltételek mellett rendezik. Az egyes versenyek díjalapja a klasszikus szabályok szerinti tornákon 300 000 dollár, a rapid- és villámversenyeken 150 000 dollár, továbbá a versenysorozat pontversenyének első három helyezettje között további 150 000 dollárt osztanak szét.
| Hely | Pont   | Versenydíj | Sorozatdíj |
| ---- | ------ | ---------- | ---------- |
| 1.   | 13/12* | $75,000    | $75,000    |
| 2.   | 10     | $50,000    | $50,000    |
| 3.   | 8      | $40,000    | $25,000    |
| 4.   | 7      | $30,000    |            |
| 5.   | 6      | $25,000    |            |
| 6.   | 5      | $20,000    |            |
| 7.   | 4      | $15,000    |            |
| 8.   | 3      | $15,000    |            |
| 9.   | 2      | $15,000    |            |
| 10.  | 1      | $15,000    |            |
- Ha az első helyen holtverseny keletkezik, akkor a rájátszásban győztes 12 pontot kap. 13 pont az egyedüli elsőségért jár.

### A versenysorozat győztesei
| # | Év   | Győztes         | Ország                    |
| - | ---- | --------------- | ------------------------- |
| 1 | 2015 | Magnus Carlsen  | Norvégia                  |
| 2 | 2016 | Wesley So       | Amerikai Egyesült Államok |
| 3 | 2017 | Magnus Carlsen  | Norvégia                  |
| 4 | 2018 | Nakamura Hikaru | Amerikai Egyesült Államok |

## A versenysorozatok

### 2015-ös Grand Chess Tour
Az első alkalommal megrendezett versenysorozatra a világranglista első tíz helyezettjét hívták meg. A ranglista 8. helyén álló Vlagyimir Kramnyik és a 10. helyezett Wesley So nem élt a részvétel jogával. Helyettük a világranglista 11. helyezett Maxime Vachier-Lagrave vett részt a sorozaton, illetve a Norway Chess torán a norvég Jn Ludwig Hammer indulhatott, aki a kvalifikációs versenynek kijelölt Scandinawian Masters torna megnyerése révén kapott szabadkártyát, míg Wesley So a Sinqueield Cup-on, Michael Adams a London Chess Classic-on játszott szabadkártyával.
A 2015-ös Grand Chess Tour végeredménye:
|    | Versenyző                              | Élő-p. 2015. dec. | Norway Chess[6] | Sinquefield Cup | London Chess Classic | Összp. | Díj      |
| -- | -------------------------------------- | ----------------- | --------------- | --------------- | -------------------- | ------ | -------- |
| 1  | Magnus Carlsen (Norvégia)              | 2834              | 4               | 10              | 12                   | 26     | $215,000 |
| 2  | Anish Giri (Hollandia)                 | 2784              | 7               | 6               | 10                   | 23     | $155,000 |
| 3  | Levon Aronján (Örményország)           | 2788              | 2               | 13              | 7                    | 22     | $145,000 |
| 4  | Maxime Vachier-Lagrave (Franciaország) | 2773              | 5               | 7               | 8                    | 20     | $90,000  |
| 5  | Nakamura Hikaru (Egyesült Államok)     | 2793              | 8               | 8               | 3                    | 19     | $95,000  |
| 6  | Veszelin Topalov (Bulgária)            | 2803              | 13              | 4               | 1                    | 18     | $105,000 |
| 7  | Alekszandr Griscsuk (Oroszország)      | 2747              | 3               | 5               | 6                    | 14     | $60,000  |
| 8  | Visuvanádan Ánand (India)              | 2796              | 10              | 2               | 2                    | 14     | $80,000  |
| 9  | Fabiano Caruana (Egyesült Államok)     | 2787              | 6               | 3               | 4.5                  | 13.5   | $55,000  |
| 10 | Michael Adams (Nagy-Britannia)         | 2737              |                 |                 | 4.5                  | 4.5    | $20,000  |
| 11 | Jon Ludvig Hammer (Norvégia)           | 2695              | 1               |                 |                      | 1      | $15,000  |
| 12 | Wesley So (Egyesült Államok)           | 2775              |                 | 1               |                      | 1      | $15,000  |

### 2016-os Grand Chess Tour
2016. januárban a Norway Chess torna szervezőbizottsága bejelentette, hogy a továbbiakban visszatérnek versenyük hagyományos, egyedi versenyként történő lebonyolítási formájához és kilépnek a Grand Chess Tour sorozatból. A döntést tisztán kereskedelmi, szponzorálási szempontokkal indokolták.
Egy hónappal később jelentették be, hogy a versenysorozat két új helyszínnel bővül: Párizsban és Leuvenben rapid- és villámsakk-versenyt rendeznek a GCT észtvevői számára. A 2016-os Grand Chess Tour így négy versenyesre bővült.
A 2015-ös versenysorozaton az előző évi verseny első három helyezettje, valamint a világranglistán az Élő-pontszámuk alapján legerősebb öt játékos mérkőzhetett meg. Kilencedik versenyzőként a francia Maxime Vachier-Lagrave mind a négy versenyre szabadkártyát kapott, míg a tizedik versenyző a különböző helyszíneken a rendezők által meghívott nagymester volt (Saint Louisban Ting Li-zsen, Párizsban Laurent Fressinet, Londonban Michael Adams).
Magnus Carlsen lemondta a két hagyományos időbeosztású versenyen való részvételt, de szabadkártyával elindult a két rapid- és villámversenyen. Visuvanádan Ánand nem indult Párizsban, míg Vlagyimir Kramnyik egészségügyi problémák miatt hiányzott a Sinquefield Cup-ról, őt Pjotr Szvidler helyettesítette.
A 2016-os GCT végeredménye:
| Versenyző                              | Élő-p. 2016. június | Párizs | Leuven | Sinquefield Cup | London Chess Classic | Összp. | Díj      |
| -------------------------------------- | ------------------- | ------ | ------ | --------------- | -------------------- | ------ | -------- |
| Wesley So (Egyesült Államok)           | 2770                | 7      | 10     | 13              | 13                   | 36     | $295,000 |
| Nakamura Hikaru (Egyesült Államok)     | 2787                | 13     | 4      | 4.5             | 7                    | 24.5   | $144,166 |
| Fabiano Caruana (Egyesült Államok)     | 2804                | 3      | 6      | 7.75            | 10                   | 23.75  | $108,750 |
| Magnus Carlsen (Norvégia)              | 2855                | 10     | 13     |                 |                      | 23     | $67,500  |
| Levon Aronján (Örményország)           | 2792                | 6      | 8      | 7.75            | 3                    | 21.75  | $81,250  |
| Visuvanádan Ánand (India)              | 2782                |        | 7      | 7.75            | 7                    | 21.75  | $82,916  |
| Maxime Vachier-Lagrave (Franciaország) | 2787                | 8      | 5      | 4.5             | 3                    | 17.5   | $55,000  |
| Vlagyimir Kramnyik (Oroszország)       | 2770                | 4      | 2.5    |                 | 7                    | 13.5   | $46,666  |
| Anish Giri (Hollandia)                 | 2812                | 5      | 2.5    | 1               | 5                    | 12.5   | $50,000  |
| Veszelin Topalov (Bulgária)            | 2761                | 2      | 1      | 7.75            | 1                    | 10.75  | $66,250  |
| Ting Li-zsen (Kína)                    | 2783                |        |        | 3               |                      | 3      | $15,000  |
| Michael Adams (Anglia)                 | 2727                |        |        |                 | 3                    | 3      | $15,000  |
| Pjotr Szvidler (Oroszország)           | 2751                |        |        | 2               |                      | 2      | $15,000  |
| Laurent Fressinet (Franciaország)      | 2687                | 1      |        |                 |                      | 1      | $7,500   |

### 2017-es Grand Chess Tour
A 2017-es versenysorozat öt tornából áll, három rapid- és villámverseny és két klasszikus időbeosztású torna alkotja. Az előző évi párizsi, leuveni rapid- és villámtornát, valamint a Sinquefield Cup és a London Chess Classic szupertornákat egy Saint Louisban rendezett rapid- és villámverseny egészíti ki. Ez utóbbi verseny érdekessége, hogy rajthoz áll a 2005 óta inaktív exvilágbajnok Garri Kaszparov is.
A versenysorozaton az előző évi torna első három helyezettje (Wesley So, Nakamura Hikaru és Fabiano Caruana mellett az átlagos univerzális értékszámuk alapján Magnus Carlsen, Vlagyimir Kramnyik és Maxime Vachier-Lagrave szerzett jogosultságot az indulásra, és kihirdették az egyes versenyeken szabadkártyával indulók névsorát. Kramnyik versenyprogramja sűrűsége miatt lemondta a részvételt, helyére az értékszám szerint következő erősségű Levon Aronján került.
A 2017-es versenysorozat ponttáblázata
| Versenyző                              | URS-p. 2017. jan. | FIDE-p. 2017. jan. | Párizs[17] jún. 21. – jún. 25. | Leuven[18] jún. 28. – júl. 2. | Sinquefield Cup júl. 31. – aug. 12. | Saint Louis Rapid Villám aug. 13. – aug. 20. | London Chess Classic nov. 30. – dec. 11. | Összp. | Díj ($) |
| -------------------------------------- | ----------------- | ------------------ | ------------------------------ | ----------------------------- | ----------------------------------- | -------------------------------------------- | ---------------------------------------- | ------ | ------- |
| Magnus Carlsen (Norvégia)              | 2864              | 2840               | 12                             | 13                            | 9                                   |                                              | 7                                        | 41     | 245 417 |
| Maxime Vachier-Lagrave (Franciaország) | 2784              | 2796               | 10                             | 8                             | 13                                  |                                              | 7                                        | 38     | 207 917 |
| Levon Aronján (Örményország)           | 2780              | 2780               |                                | 5,5                           | 6,5                                 | 13                                           | 4                                        | 29     | 91 250  |
| Nakamura Hikaru (Egyesült Államok)     | 2796              | 2784               | 8                              |                               | 3                                   | 9                                            | 5                                        | 25     | 77 500  |
| Fabiano Caruana (Egyesült Államok)     | 2791              | 2827               | 3                              |                               | 4                                   | 5                                            | 12                                       | 24     | 95 000  |
| Szergej Karjakin (Oroszország)         | 2786              | 2785               | 5                              |                               | 6,5                                 | 9                                            | 3                                        | 23,5   | 75 000  |
| Wesley So (Egyesült Államok)           | 2789              | 2807               | 4                              | 10                            | 1,5                                 |                                              | 7                                        | 22,5   | 79 167  |
| Jan Nyepomnyascsij (Oroszország)       | 2786              | 2767               |                                | 4                             | 1,5                                 | 7                                            | 10                                       | 22,5   | 100 000 |
| Visuvanádan Ánand (India)              | 2780              | 2786               |                                | 3                             | 9                                   | 2                                            | 1,5                                      | 15,5   | 75 000  |
| Anish Giri (Hollandia)                 | 2768              | 2773               |                                | 7                             |                                     |                                              |                                          | 7      | 15 000  |
| Alekszandr Griscsuk (Oroszország)      | 2778              | 2742               | 7                              |                               |                                     |                                              |                                          | 7      | 15 000  |
| Sahrijar Mamedjarov (Azerbajdzsán)     | 2775              | 2766               | 6                              |                               |                                     |                                              |                                          | 6      | 12 500  |
| Vlagyimir Kramnyik (Oroszország)       | 2796              | 2811               |                                | 5,5                           |                                     |                                              |                                          | 5,5    | 11 250  |
| Pjotr Szvidler (Oroszország)           | 2744              | 2748               |                                |                               | 5                                   |                                              |                                          | 5      | 20 000  |
| Leinier Domínguez (Kuba)               | 2756              | 2739               |                                |                               |                                     | 5                                            |                                          | 5      | 10 000  |
| Le Quang Liem (Vietnam)                |                   | 2718               |                                |                               |                                     | 5                                            |                                          | 5      | 10 000  |
| Garri Kaszparov (Oroszország)          | N/A[19]           | 2812               |                                |                               |                                     | 3                                            |                                          | 3      | 7500    |
| Vaszil Ivancsuk (Ukrajna)              | 2768              | 2752               |                                | 2                             |                                     |                                              |                                          | 2      | 7500    |
| Veszelin Topalov (Bulgária)            | 2721              | 2739               | 2                              |                               |                                     |                                              |                                          | 2      | 7500    |
| Michael Adams (Anglia)                 | 2739              | 2751               |                                |                               |                                     |                                              | 1,5                                      | 1,5    | 15 000  |
| Etienne Bacrot (Franciaország)         | 2689              | 2695               | 1                              |                               |                                     |                                              |                                          | 1      | 7500    |
| Baadur Jobava (Grúzia)                 | 2702              | 2701               |                                | 1                             |                                     |                                              |                                          | 1      | 7500    |
| David Navara (Csehország)              | 2726              | 2735               |                                |                               |                                     | 1                                            |                                          | 1      | 7500    |

### 2018-as Grand Chess Tour
Az előző évi Grand Chess Tour versenysorozathoz képest a formátum némileg változott. A négy első torna azonos szabályok szerint zajlott, de a sorozat záróeseményén, a London Chess Classic tornán a négy versenyen elért eredmények alapján első négy helyezett vehetett részt. Ők elődöntőből és döntőből álló páros mérkőzéseken küzdöttek meg, amelyeken klasszikus időbeosztású-, rapid- és villámjátszmákra került sor.
A 2018-as versenysorozat eredménye
| Versenyző              | Ország                    | Leuven GCT június 12–június 16 | Paris GCT június 20–június 24 | Saint Louis Rapid & Blitz aug. 10–aug. 16 | Sinquefield Cup aug. 17–aug. 28 | Összpontszám | Nyeremény |
| ---------------------- | ------------------------- | ------------------------------ | ----------------------------- | ----------------------------------------- | ------------------------------- | ------------ | --------- |
| Nakamura Hikaru        | Amerikai Egyesült Államok | 7                              | 13                            | 13                                        | 1,5                             | 34,5         | 105 000 $ |
| Levon Aronján          | Örményország              | 6                              | 7                             | 6                                         | 15                              | 34           | 95 000 $  |
| Maxime Vachier-Lagrave | Franciaország             | 9                              | 6                             | 10                                        | 6                               | 31           | 80 000 $  |
| Fabiano Caruana        | Amerikai Egyesült Államok | 2                              | 2                             | 7                                         | 15                              | 26           | 85 000 $  |
| Wesley So              | Amerikai Egyesült Államok | 13                             | 8                             | 2                                         | 3                               | 26           | 80 000 $  |
| Szergej Karjakin       | Oroszország               | 9                              | 10                            | 5                                         | 1,5                             | 25,5         | 72 500 $  |
| Sahrijar Mamedjarov    | Azerbajdzsán              | 4                              | 3                             | 8                                         | 10                              | 25           | 65 000 $  |
| Alekszandr Griscsuk    | Oroszország               | 5                              | 4                             | 3                                         | 6                               | 18           | 45 000 $  |
| Visuvanádan Ánand      | India                     | 3                              | 5                             | 1                                         | 6                               | 15           | 45 000 $  |
| Magnus Carlsen         | Norvégia                  | –                              | –                             | –                                         | 15                              | 15           | 55 000 $  |
| Leinier Domínguez      | Kuba                      | –                              | –                             | 4                                         | –                               | 4            | 7500 $    |
| Anish Giri             | Hollandia                 | 1                              | –                             | –                                         | –                               | 1            | 7500 $    |
| Vlagyimir Kramnyik     | Oroszország               | –                              | 1                             | –                                         | –                               | 1            | 7500 $    |

London Chess Classic (2018), elődöntők, döntő
A 2018. évi Grand Chess Tour versenysorozat első négy helyezettje vehetett rszt a 2018-as London Chess Classic tornán. A négy játékos páros mérkőzések formájában döntötték el a helyezések sorsát.
A versenyzők két klasszikus időbeosztású, 2 rapid. és 4 villámjátszmát váltottak. A klasszikus időbeosztású játszmákban a győzelemért 6, a döntetlenért 3, a vereségért 0 pont járt. A rapidjátszmákban a győzelemért 4, a döntetlenért 2, a vereségért 0 pontot, míg a villámjátszmákban a győzelemért 2, a döntetlenért 1, a vereségért 0 pontot kaptak.
A győzelmet Nakamura Hikaru szerezte meg, miután az elődöntőben Fabiano Caruana ellen 18–10 arányban, a döntőben a másik ágon győztes Maxime Vachier-Lagrave ellen 15–13 arányban győzött.
|  | Elődöntők | Elődöntők                                   | Elődöntők                              |                                        |                                             | Döntő                                       | Döntő | Döntő |  |
|  |           |                                             |                                        |                                        |                                             |                                             |       |       |  |
|  | 1         | Nakamura Hikaru (Amerikai Egyesült Államok) | 18                                     |                                        |                                             |                                             |       |       |  |
|  | 1         | Nakamura Hikaru (Amerikai Egyesült Államok) | 18                                     |                                        |                                             |                                             |       |       |  |
|  | 4         | Fabiano Caruana (Amerikai Egyesült Államok) | 10                                     |                                        |                                             |                                             |       |       |  |
|  | 4         | Fabiano Caruana (Amerikai Egyesült Államok) | 10                                     |                                        | Nakamura Hikaru (Amerikai Egyesült Államok) | Nakamura Hikaru (Amerikai Egyesült Államok) | 15    |       |  |
|  |           |                                             |                                        |                                        | Nakamura Hikaru (Amerikai Egyesült Államok) | Nakamura Hikaru (Amerikai Egyesült Államok) | 15    |       |  |
|  |           |                                             | Maxime Vachier-Lagrave (Franciaország) | Maxime Vachier-Lagrave (Franciaország) | 13                                          |                                             |       |       |  |
|  | 2         | Levon Aronján (Örményország)                | Maxime Vachier-Lagrave (Franciaország) | Maxime Vachier-Lagrave (Franciaország) | 13                                          | 10                                          |       |       |  |
|  | 2         | Levon Aronján (Örményország)                |                                        |                                        |                                             |                                             |       |       |  |
|  | 3         | Maxime Vachier-Lagrave (Franciaország)      | 18                                     |                                        |                                             |                                             |       |       |  |

### 2019-es Grand Chess Tour
A 2019-es Grand Chess Tour versenysorozatot nyolc torna alkotta, amelyen 12 meghívott versenyző kapott állandó indulási lehetőséget, hozzájuk csatlakozhatott az egyes versenyhelyszíneken szabadkártyát kapott 14 játékos.
Az első hét tornából öt rapid- és villámversenyből állt, míg kettő klasszikus időbeosztású volt. Az állandó meghívottaknak a két klasszikus versenyen, valamint az öt rapid- és villámtornából hármon kellett elindulniuk. A versenysorozat végén az összesített pontszám szerinti négy első helyezett kvalifikálta magát a 2019-es Grand Chess Tour (GCT) döntőjének számító, 2019. december 2–8. között megrendezésre kerülő London Chess Classic tornára, amelyet elődöntőből és döntőből álló párosmérkőzések alkotnak.
A helyezésekért kapott pontok:
| Hely. | Pont (klasszikus) | Pont (rapid/villám) |
| ----- | ----------------- | ------------------- |
| 1.    | 18/20*            | 12/13*              |
| 2.    | 15                | 10                  |
| 3.    | 12                | 8                   |
| 4.    | 10                | 7                   |
| 5.    | 8                 | 6                   |
| 6.    | 7                 | 5                   |
| 7.    | 6                 | 4                   |
| 8.    | 5                 | 3                   |
| 9.    | 4                 | 2                   |
| 10.   | 3                 | 1                   |
| 11.   | 2                 | –                   |
| 12.   | 1                 | –                   |
- Ha az első helyen holtverseny keletkezik, akkor a rájátszásban győztes 18, illetve 12 pontot kap. 20, illetve 13 pont az egyedüli elsőségért jár.
- A holtversenyes helyezettek között a pontok megosztásra kerültek.

A szabadkártyások:
| Versenyző                                     | Helyszín      |
| --------------------------------------------- | ------------- |
| Vej Ji (Kína)                                 | Côte d'Ivoire |
| Veszelin Topalov (Bulgária)                   | Côte d'Ivoire |
| Bassem Amin (Egyiptom)                        | Côte d'Ivoire |
| Alekszandr Griscsuk (Oroszország)             | Párizs        |
| Jan-Krzysztof Duda (Lengyelország)            | Párizs        |
| Danyiil Dubov (Oroszország)                   | Párizs        |
| Leinier Domínguez (Amerikai Egyesült Államok) | St. Louis     |
| Jü Jang-ji (Kína)                             | St. Louis     |
| Rapport Richárd (Magyarország)                | St. Louis     |
| Vlagyiszlav Artyemjev (Oroszország)           | Superbet      |
| Lê Quang Liêm (Vietnam)                       | Superbet      |
| Anton Korobov (Ukrajna)                       | Superbet      |
| Vidit Gujrathi (India)                        | Tata Steel    |
| Pendjála Harikrisna (India)                   | Tata Steel    |
A 2019-es versenysorozat eredményei
| Versenyző              | Ország                    | Côte d'Ivoire rapid & villám május 6–13 | Horvátország GCT június 24–július 9 | Párizs GCT rapid & villám július 26–aug. 1 | Saint Louis rapid & villám aug. 8–15 | Sinquefield Cup aug. 15–30 | Superbet rapid & villám november 4–11 | Tata Steel rapid & villám november 20–27 | Összpont | Nyeremény |
| ---------------------- | ------------------------- | --------------------------------------- | ----------------------------------- | ------------------------------------------ | ------------------------------------ | -------------------------- | ------------------------------------- | ---------------------------------------- | -------- | --------- |
| Magnus Carlsen         | Norvégia                  | 13                                      | 20                                  |                                            | 5                                    | 16,5                       |                                       | 13                                       | 67,5     | 242 500 $ |
| Ting Li-zsen           | Kína                      | 6                                       | 7                                   |                                            | 8,3                                  | 16,5                       |                                       | 6                                        | 43,8     | 144 833 $ |
| Levon Aronján          | Örményország              |                                         | 11                                  |                                            | 13                                   | 1,5                        | 11                                    | 1                                        | 37,5     | 121 250 $ |
| Maxime Vachier-Lagrave | Franciaország             | 9                                       | 3                                   | 13                                         | 8,3                                  | 3,5                        |                                       |                                          | 36,8     | 100 000 $ |
| Szergej Karjakin       | Oroszország               | 3,5                                     | 5                                   |                                            | 6                                    | 11                         | 11                                    |                                          | 36,5     | 99 250 $  |
| Visuvanádan Ánand      | India                     |                                         | 3                                   | 10                                         |                                      | 11                         | 8                                     | 4                                        | 36       | 97 500 $  |
| Wesley So              | Amerikai Egyesült Államok | 7                                       | 15                                  |                                            |                                      | 1,5                        | 2,5                                   | 7,5                                      | 33,5     | 110 000 $ |
| Jan Nyepomnyascsij     | Oroszország               | 3,5                                     | 7                                   | 7,5                                        |                                      | 6,5                        |                                       | 5                                        | 29,5     | 68 583 $  |
| Nakamura Hikaru        | Amerikai Egyesült Államok | 9                                       | 1                                   | 4                                          |                                      | 3,5                        |                                       | 10                                       | 27,5     | 75 000 $  |
| Fabiano Caruana        | Amerikai Egyesült Államok |                                         | 11                                  | 5                                          | 3                                    | 6,5                        | 1                                     |                                          | 26,5     | 76 250 $  |
| Anish Giri             | Hollandia                 |                                         | 7                                   | 1                                          |                                      | 6,5                        | 4,5                                   | 7,5                                      | 26,5     | 67 333 $  |
| Sahrijar Mamedjarov    | Azerbajdzsán              |                                         | 3                                   | 3                                          | 1                                    | 6,5                        | 2,5                                   |                                          | 16       | 48 750 $  |
| Jü Jang-ji             | Kína                      |                                         |                                     |                                            | 8,3                                  |                            |                                       |                                          | 8,3      | 20 000 $  |
| Alekszandr Griscsuk    | Oroszország               |                                         |                                     | 7,5                                        |                                      |                            |                                       |                                          | 7,5      | 17 500 $  |
| Lê Quang Liêm          | Vietnám                   |                                         |                                     |                                            |                                      |                            | 7                                     |                                          | 7        | 15 000 $  |
| Jan-Krzysztof Duda     | Lengyelország             |                                         |                                     | 6                                          |                                      |                            |                                       |                                          | 6        | 12 500 $  |
| Anton Korobov          | Ukrajna                   |                                         |                                     |                                            |                                      |                            | 6                                     |                                          | 6        | 12 500 $  |
| Vej Ji                 | Kína                      | 5                                       |                                     |                                            |                                      |                            |                                       |                                          | 5        | 10 000 $  |
| Vlagyiszlav Artyemjev  | Oroszország               |                                         |                                     |                                            |                                      |                            | 4,5                                   |                                          | 4,5      | 8750 $    |
| Rapport Richárd        | Magyarország              |                                         |                                     |                                            | 4                                    |                            |                                       |                                          | 4        | 7500 $    |
| Vidit Gujrathi         | India                     |                                         |                                     |                                            |                                      |                            |                                       | 2,5                                      | 2,5      | 7500 $    |
| Pendjála Harikrisna    | India                     |                                         |                                     |                                            |                                      |                            |                                       | 2,5                                      | 2,5      | 7500 $    |
| Danyiil Dubov          | Oroszország               |                                         |                                     | 2                                          |                                      |                            |                                       |                                          | 2        | 7500 $    |
| Leinier Domínguez      | Amerikai Egyesült Államok |                                         |                                     |                                            | 2                                    |                            |                                       |                                          | 2        | 7500 $    |
| Veszelin Topalov       | Bulgária                  | 2                                       |                                     |                                            |                                      |                            |                                       |                                          | 2        | 7500 $    |
| Bassem Amin            | Egyiptom                  | 1                                       |                                     |                                            |                                      |                            |                                       |                                          | 1        | 7500 $    |

2019-es London Chess Classic elődöntők és döntő
A London Chess Classic torna keretében a versenysorozat első négy helyezettje páros mérkőzésen dönti el 2019. december 2–8. között a győztes személyét.
A versenyzők két klasszikus időbeosztású, 2 rapid. és 4 villámjátszmát váltanak. A klasszikus időbeosztású játszmákban a győzelemért 6, a döntetlenért 3, a vereségért 0 pont jár. A rapidjátszmákban a győzelemért 4, a döntetlenért 2, a vereségért 0 pontot, míg a villámjátszmákban a győzelemért 2, a döntetlenért 1, a vereségért 0 pontot kapnak.
A 2019-es londoni tornán az első helyezett 150 000, a második 100 000, a harmadik 60 000, a negyedik 40 000 dollár pénzdíjazásban részesül.
|  | Elődöntők | Elődöntők                              | Elődöntők |                     |    | Döntő                                  | Döntő | Döntő |  |
|  |           |                                        |           |                     |    |                                        |       |       |  |
|  | 1         | Magnus Carlsen (Norvégia)              | 14½       |                     |    |                                        |       |       |  |
|  | 1         | Magnus Carlsen (Norvégia)              | 14½       |                     |    |                                        |       |       |  |
|  | 4         | Maxime Vachier-Lagrave (Franciaország) | 15½       |                     |    |                                        |       |       |  |
|  | 4         | Maxime Vachier-Lagrave (Franciaország) | 15½       |                     | 4  | Maxime Vachier-Lagrave (Franciaország) |       |       |  |
|  |           |                                        |           |                     | 4  | Maxime Vachier-Lagrave (Franciaország) |       |       |  |
|  |           |                                        | 2         | Ting Li-zsen (Kína) |    |                                        |       |       |  |
|  | 2         | Ting Li-zsen (Kína)                    | 2         | Ting Li-zsen (Kína) | 19 |                                        |       |       |  |
|  | 2         | Ting Li-zsen (Kína)                    |           |                     |    |                                        |       |       |  |
|  | 3         | Levon Aronján (Örményország)           | 9         |                     |    |                                        |       |       |  |